# Белкин, Иван Никодимович
Иван Никодимович Белкин (25 января 1926 — 29 августа 2001) — передовик советского сельского хозяйства, секретарь парторганизации, заведующий молочно-товарной фермой колхоза села Калиновки Хомутовского района Курской области, Герой Социалистического Труда (1957).

## Биография
Родился 25 января 1926 года в селе Калиновка Дмитриевского уезда Курской губернии в семье русского крестьянина. Окончил семилетнюю школу в июне 1941 года. В первой половине Великой Отечественной войны находился на оккупированной немецко-фашистскими войсками территории. После освобождения в августе 1943 года Курской области был призван на военную службу, которую проходил в войсках НКВД СССР. Участник Великой Отечественной войны.
В декабре 1950 года уволился с военной службы в запас и вернулся в родное село. Стал работать в колхозе и весной 1951 года организовал работу молодёжно-комсомольского звена. На волах распахивали густо заросший пустырь, на котором по осени собирали до 25 центнеров пшеницы с гектара. Был избран заместителем председателя правления колхоза, председателем партийной организации. 
В 1954 году был назначен заведующим молочно-товарной фермой колхоза «Родина Хрущёва». В момент назначения на ферме было 120 коров, которые в среднем каждая за год давали по 1500 килограммов молока. Работать Белкин начал с расширения колхозной базы, строительства новых коровников и создания условий для развития животноводства. К 1957 году насчитывалось 400 породистых бурёнок и каждая надаивала по 3100-3200 килограммов молока в год. 
На развитие хозяйства оказывал влияние известный земляк Никита Сергеевич Хрущёв. Он неоднократно посещал свою родину, интересовался делами и помогал. Курировал строительство современных животноводческих ферм.
Указом Президиума Верховного Совета СССР от 7 декабря 1957 года за успехи в деле развития сельского хозяйства и получение высоких показателей по производству продуктов сельского хозяйства Ивану Никодимовичу Белкину присвоено звание Героя Социалистического Труда с вручением ордена Ленина и золотой медали «Серп и Молот».
В последующие годы продолжал демонстрировать высокие производственные результаты в сельском хозяйстве. Даже после отставки Хрущёва колхоз в селе Калиновка продолжал показывать высокие производственные результаты. Материальное оснащение и заработные платы колхозников существенно отличались от остальных хозяйств в лучшую сторону.
В 1969 году был назначен председателем сельского совета села Калиновка.
Проживал в селе Калиновка Курской области. Умер 29 августа 2001 года. Похоронен в селе Панино Медвенского района Курской области. 

## Награды
За трудовые и боевые успехи удостоен:
- золотая звезда «Серп и Молот» (07.12.1957)
- орден Ленина (07.12.1957)
- Орден Октябрьской Революции (23.12.1976)
- Орден Отечественной войны II степени (11.03.1985)
- другие медали.